# 香港火警分級制度
香港火警分級制度是香港消防處為每宗在香港境內發生的火警評級其嚴重程度及影響的制度，以作為調派消防車輛及裝備的準則。1950年代末至60年代初，香港發生連場火災，包括木屋區、木樓、唐樓及工廠大廈等。適逢1961年，香港政府接納了副布政司戴麟趾的檢討報告，決定成立獨立的政府部門消防事務處。為警惕大眾、統籌救援工作及改善救援效率，消防事務處最終於1964年2月1日仿傚美國實施火警分級制度，並依據實際情況分為一至五級。火警級別會按當時在場指揮人員判斷發出，只會升級而不會下調，直至火勢撲滅，現場指揮官下令停止消防動員為止。當火警升至第五級後仍無法有效控制或火勢持續擴大，則會考慮發出「災情警報」，亦即最高的災難級，火災級別書寫時應該使用羅馬數字；山火則由漁農自然護理署自1976年起負責分級並只劃分為3個等級。

## 火警分級

### 一級火警
當消防處接到一般商住大廈的火警警報後，會先當作是一級火處理。最接近火警現場的消防局會派出一至五輛消防車；一輛泵車、一輛旋轉台鋼梯車／梯台車、一輛油壓升降台、一輛細搶救車／大搶救車及一輛緊急輔助醫療救護車，俗稱「四紅一白」，聯同24名消防員前往火警現場。大部份火災均屬於這個級別。現場的指揮人員為消防隊長或高級消防隊長。

### 二級火警
假如火警現場是人流較多的地點，例如醫院、老人院、鐵路車站、機場、酒店；危險地點如油站、危險品倉庫、發電站等，或遠離水源的地方，消防處則會即時列作二級火處理。消防員會特別警惕，以控制出現混亂的情況，通常會出動5條消防喉及5至15輛消防車，消防員增至50人。

### 三級火警
當消防隊到達現場後，消防現場指揮官會視察情況。如果發現現場冒出大量濃煙，或者有多人被困，首批到場消防員未能有效地控制火勢，火警有蔓延趨勢，便可能需要把火警升級至三級火警。消防局會增派消防車及消防員到場，通常會出動15至20輛消防車（當中包括兩輛油壓升降台，三輛泵車、兩輛細搶救車／大搶救車、兩輛旋轉台鋼梯車／梯台車、以及流動指揮車、呼吸器供應車及呼吸器櫃、照明車、喉車、後備重型泵車，同時會出動特種救援隊，亦即拯救車及大搶救車）、逾100名消防員及5至10條消防喉增援。現場的指揮人員為高級消防區長和消防區長。首宗最高升至三級的火警發生於1964年2月10日的牛頭角合浦膠珠廠。最近的一宗三級的火警發生於2025年5月27日的洪水橋厦村貨倉。

### 四級火警
當火警現場的形勢變得更為惡劣時，例如火勢猛烈、大量濃煙、高熱，以及受傷人數增加，而現場居民有生命危險，現場在五樓以上，需要增加人手及裝備時，便可能需要把火警升至四級火警。此時消防處也會協調，調配更多人手，通常派出20至35輛消防車、100至150名消防員及10至25條消防喉。現場的指揮人員為副消防總長。首宗四級火警發生於1964年2月1日的竹園道木屋區。最近的一宗四級火警發生於2024年4月9日的元朗洪水橋。

### 五級火警

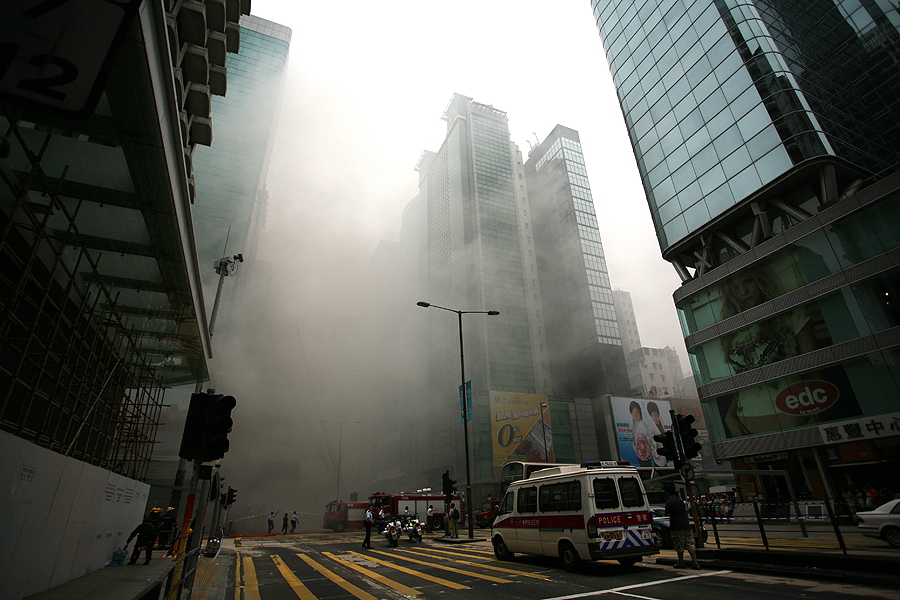
最近一宗五級火：2008年嘉禾大廈大火，4死55傷

當火警現場的火勢完全失去控制而且迅速蔓延，以及有大量濃煙，高熱，受傷人數增加，明顯超過四級火所需的支援時，便可能需要把火警升至五級火警。此時其他消防局也會協調，調配更多人手，通常最少有35輛消防車、150名消防員及26至50條消防喉。嚴重緊急時，民政事務總署更會統籌政府飛行服務隊、醫療輔助隊、社會福利署等各香港政府部門，以配合支援。現場的指揮人員為消防總長。自1964年首次發出五級警報至今，香港曾發生45宗最少達到五級的大火。首宗五級火警發生於1964年12月25日的夏利文工廠大廈。最近的一宗五級火警發生於2008年8月10日的嘉禾大廈大火。

### 災情警報

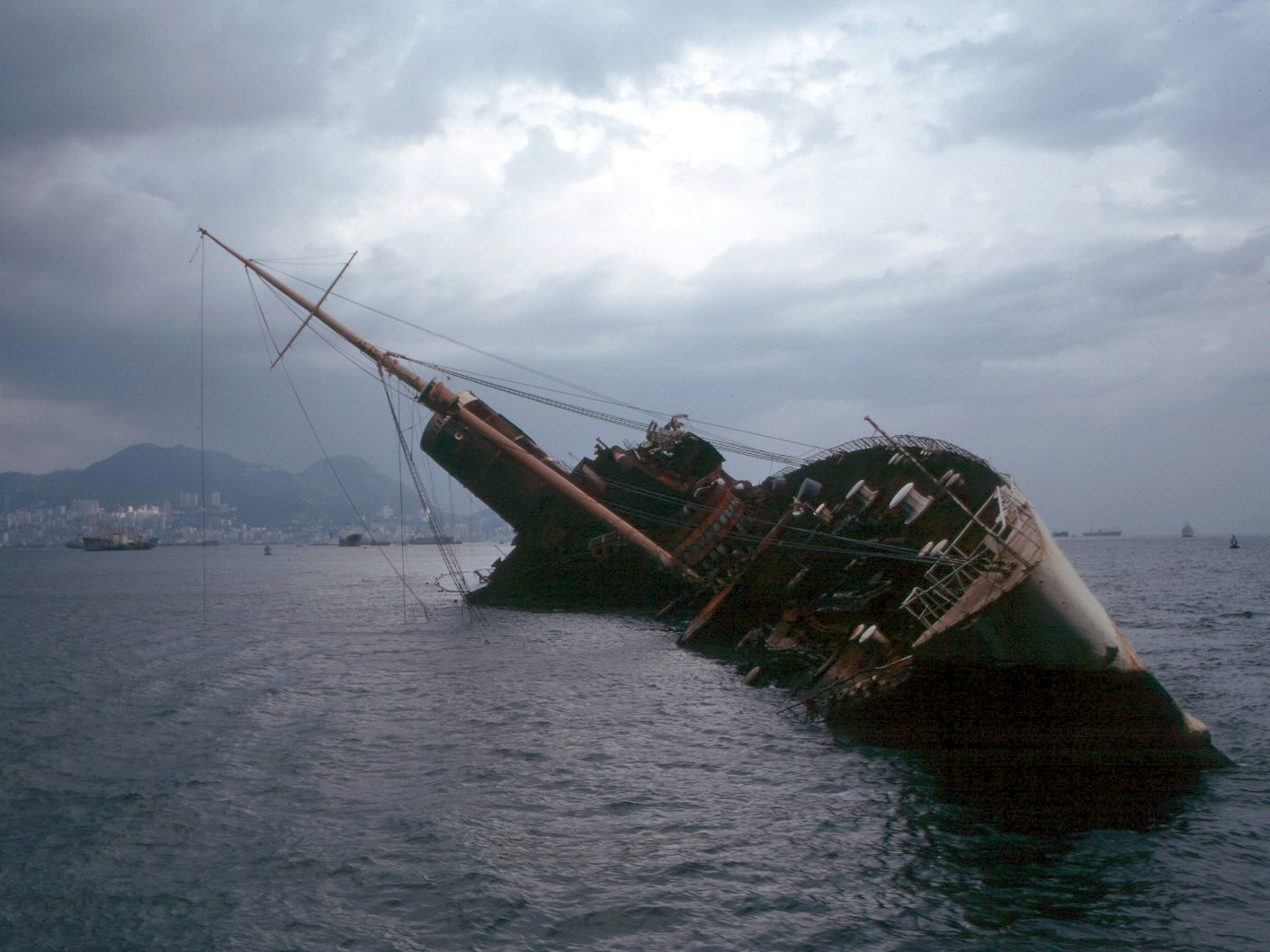
最近一宗災情警報大火：1972年海上學府大火，14傷

當失控的火勢繼續加劇，預料撲救將極為困難，甚或無法撲熄，要待火勢自然熄滅，這時便有需要將五級升至最高的災難級，使全香港之消防員輪替或候命出動，軍隊亦會在香港政府要求下協助救援。災情警報亦適用於非火警、範圍廣闊、或一連串同時發生之災害事件，如大型民航客機墜毀於民居、人煙稠密的地區、工商大廈或者儲存大量危險品的處所則會立即列為災難級火警。而這一系列事件有跡象需長時間以全部資源參與，甚至或需要駐港解放軍或其他單位（如香港民眾安全服務隊）協助。此警報只可由消防處處長指示之下，或由官階在區長級或以上之官員親自向處長要求後方可發出。至今香港只發出三次災情警報，均發生於1972年：分別是1月9日海上學府火災、6月18日暴雨導致中午秀茂坪（現在翠屏邨位置）嚴重山泥傾瀉及晚上西半山（旭龢道旭龢大廈）樓宇連環倒塌。

## 山火分級
山火分為「第一級」、「第二級」、「第三級」三級。
「第一級」是由漁護署的滅火隊滅火，但當火勢太猛烈或漁護署難以撲滅山火時，便會升為「第二級」。
「第二級」是由漁護署的滅火隊及消防處協助滅火，現場總指揮也會自動由消防人員擔任，但如果火勢還未能控制，現場總指揮或山火控制中心便會把山火升為「第三級」。
「第三級」是由漁護署的滅火隊、消防處、民眾安全服務隊及政府飛行服務隊協助滅火，警務處到場維持秩序、疏散及搜索，醫療輔助隊會在現場分流及替傷者護理。

## 資料來源
1. ↑  「消防處高級官員 解釋火警級別」，《工商日報》第四頁，1966年5月22日
2. 1 2  「漁護處在郊野闢防火帶建儲水箱以防不測 山火禍害甚於猛虎 多因市民在郊遊時留下火種造成」，《文匯報》A11版，1996年2月11日
3. ↑  「洩電燃及天拿水 人造珠廠大火 損失達四十萬」，《大公報》第一張第四版，1964年2月11日
4. ↑  . 香港電台. 2025-05-27  [2025-05-27] （中文（香港））.
5. ↑  「黃大仙竹園大火 約二百間屋被焚 災民千餘年近歲晚無家可歸 火場廣闊為本年內最大火災」，《明報》第二版，1964年2月2日
6. ↑  . 香港東網. 2020-04-09  [2024-04-09]. （原始内容存档于2024-04-14） （中文（香港））.
7. ↑  . the-sun.on.cc.   [2023-11-12]. （原始内容存档于2014-10-31）.
8. ↑  「蔓延迅速不受控制 五級火警接近災難 過去十四年平均每年有一宗五級火」，《華僑日報》第二張第二頁 本港新聞，1986年7月18日
9. ↑  「消防處發言人昨強調 本港應施緊急計劃 俾遇天災大火時立即搶救」，《明報》第一版，1972年6月22日

## 外部連結
- 香港消防處